# Сімакадзе/PB-1
Сімакадзе (Shimakadze, яп. 島風), пізніше Сторожовий корабель № 1 (第一号哨戒艇) — ескадрений міноносець Імперського флоту Японії, перетворений на завершальній стадії служби у сторожовий корабель.
Корабель, який спорудили у 1920 році на верфі ВМФ у Майдзуру, належав до есмінців типу «Мінекадзе».
11 жовтня 1928-го під час маневрів на виході з Токійської затоки «Сімакадзе» зіткнувся з іншим есмінцем «Юкадзе», після чого проходив ремонт носової частини на верфі в Йокосуці.
У 1940 році застарілий есмінець був переобладнаний на сторожовий корабель типу 1 та отримав найменування Сторожовий корабель № 1 (PB-1). У межах цього проєкту демонтували 2 з 4 котлів, що зменшило швидкість до 22 вузлів, а також 2 з 3 торпедних апаратів та 1 з 4 гармат головного калібру, натомість додали 4 установки 25-мм зенітних автоматів і запас глибинних бомб.
У 1941-му корабель пройшов додаткове переобладнання, під час якого зняли ще дві гармати головного калібру та останній торпедний апарат. Замість форштевня облаштували рампу, що надало змогу брати на борт дві десантні баржі Дайхацу (замість 42 глибинних бомб), та підготували простір для розміщення 250 бійців.
З квітня 1940-го PB-1 був приписаний до загону охорони військово-морської бази Йокосука (Токійська затока).
На момент вступу Японії у війну корабель належав до 1-ї ескадри сторожових кораблів зі складу 32-ї спеціальної військово-морської бази (Special Base Force 32). 6 грудня 1941-го він прибув до Фанляо (південне завершення острова Тайвань), звідки вийшов наступної доби для супроводу переобладнаного гідроавіаносця «Санукі-Мару», який здійснював підтримку десантів на острови у Лусонській протоці. 8 та 10 грудня діб загін побував на островах Батан і Камігуїн.
14 грудня 1941-го PB-1 прибув на острів Амаміосіма зі складу центральної групи архіпелагу Рюкю (можливо відзначити, що на цей час супровід «Санукі-Мару», який залишився в районі Лусонської протоки, вже здійснював інший корабель). 17—23 грудня PB-1 пройшов до затоки Ламон-Бей на східному узбережжі філіппінського острова Лусон, де в перші години 24 грудня висадився допоміжний японський десант, що прибув з Амаміосіми. Кілька діб PB-1 діяв у цьому районі, а 26—29 грудня здійснив перехід на Палау (важлива японська база на заході Каролінських островів).
2—4 січня 1942-го PB-1 перейшов з Палау до Давао (порт на південному узбережжі філіппінського острова Мінданао, захоплений японським десантом у останній декаді грудня). 9 січня корабель вийшов з Давао для супроводу загону транспортів, які в ніч проти 11 січня висадили десант на північно-східному півострові острова Целебес у районі Менадо. Наступний тиждень PB-1 ніс службу в районі Менадо та розташованого неподалік острова Бангка, а 21 січня розпочав супроводження загону, що вийшов від Бангка та в ніч проти 24 січня висадив десант у Кендарі на південно-східному півострові Целебесу. 27—29 січня PB-1 ескортував 4 транспорти до Бангка, а 2—4 лютого повернувся звідти в Кендарі у складі охорони іншого транспортного загону.
6—8 лютого 1942-го PB-1 входив до складу охорони загону, який висадив десант у Макасарі на південно-західному півострові Целебесу.
11—12 лютого 1942-го корабель пройшов назад до Кедарі, а 13—14 лютого перейшов на острів Амбон (захоплений японцями на початку місяця). 17 лютого PB-1 вийшов з Амбону і наступної доби приєднався до охорони транспортів, які 20 лютого доправили десант на острів Тимор. До кінця місяця PB-1 ніс службу біля Тимору, а 1—3 березня супроводив три транспорти з Купангу до Кендарі. 14—16 березня PB-1 пройшов на Балі, де взяв під охорону два транспорти та 19 березня привів їх на Тимор до Купангу.
21 березня 1942-го корабель прибув на Амбон, звідки вийшов 30 березня у складі охорони сил, які мали зайняти нідерландську (західну) частину Нової Гвінеї. Наступні три тижні PB-1 провів у рейсах між різними пунктами цього острова, зокрема побував у Соронзі, Манокварі та Порт-Холландія (наразі Джаяпура). 23 квітня 1942-го корабель полишив Манокварі та здійснив перехід із зупинкою на Сайпані (Маріанські острови) до Японії.
15—19 травня 1942-го PB-1 разом зі ще одним сторожовим кораблем ескортували з Йокосуки на Сайпан гідроавіаносець «Акіцусіма» і транспорт. 28 травня PB-1 вирушив звідси в межах Мідвейської операції, маючи завдання разом зі ще двома сторожовими кораблями здійснювати безпосереднє ескортування транспортів, що везли десант і будівельний загін (дистанційний супровід провадили легкий крейсер та 10 есмінців). У день виходу з бази PB-1 зіткнувся з танкером-заправником «Акебоно-Мару», проте це не призвело до якихось істотних пошкоджень. Втім, уже невдовзі після нищівної поразки ударного авіаносного з'єднання операцію скасували і 16 червня PB-1 разом з транспортною групою повернувся на Маріанські острови. 5 липня PB-1 прибув до Японії.
7 серпня 1942-го союзники висадились на сході Соломонових островів, що започаткувало шестимісячну битву за Гуадалканал та змусило японське командування спрямовувати в регіон підкріплення. 9 серпня PB-1 та ще один сторожовий корабель вийшли з Йокосуки, пройшли через Сайпан і 16 серпня прибули на атол Трук у центральній частині Каролінського архіпелагу, де ще до війни була створена головна японська база в Океанії. Тим часом японське командування організувало проведення великого конвою з військами до Гуадалканалу, що в підсумку призвело до зіткнення авіаносних з'єднань у битві біля східних Соломонових островів. Конвой рушив з Труку 16 серпня, при цьому PB-1 разом зі ще одним сторожовим кораблем супроводжували третій ешелон, що складався з переобладнаного легкого крейсера «Кінрю-Мару» (згодом охорону цього та другого ешелонів підсилили 3 есмінці). 24 серпня відбулась зазначена вище битва авіаносців, а наступної доби по другому і третьому ешелонах конвою почали завдавати ударів літаки наземного базування. Хоча на допомогу підійшли ще кілька есмінців, «Кінрю-Мару» був потоплений, а PB-1 взяв участь у порятунку вцілілих (під час цієї операції літаки також потопили есмінець «Муцукі»). Того ж 25 серпня конвой змінив курс та попрямував до якірної стоянки Шортленд (прикрита групою невеликих островів Шортленд акваторія у південного узбережжя острова Бугенвіль на заході Соломонових островів).
У наступні кілька місяців PB-1 й далі ніс ескортну службу в Океанії. 12 січня 1943-го він супроводжував танкер-заправник «Акебоно-Мару», який до того працював у Рабаулі (головна передова база в архіпелазі Бісмарка, з якої проводились операції на Соломонових островах та сході Нової Гвінеї), а зараз прямував до нафтовидобувного регіону Борнео. Невдовзі після опівночі в районі за пів сотні кілометрів на південний захід від острова Новий Ганновер японський загін перехопив підводний човен USS Guardfish, що провів атаку за показаннями радара, торпедував і потопив PB-1 (можливо відзначити, що наступної доби «Акебоно-Мару» буде атаковане іншою субмариною, проте не зазнає пошкоджень, ймовірно, через дефект детонаторів торпед).